# Щегловка (Крым)
Щегло́вка (до 1948 года Каба́ч; укр. Щеглівка, крымскотат. Qabaç, Къабач) — исчезнувшее село в Сакском районе Республики Крым (согласно административно-территориальному делению Украины — Автономной Республики Крым), располагавшееся на западе района, в степной части Крыма, примерно в полукилометре северо-западнее современного села Абрикосовка.

### Динамика численности населения
| - 1806 год — 62 чел. - 1900 год — 18 чел. - 1905 год — 43 чел. | - 1915 год — 20/56 чел. - 1926 год — 147 чел. |

## История
Первое документальное упоминание села встречается в Камеральном Описании Крыма… 1784 года, судя по которому, в последний период Крымского ханства Капачь входил в Байнакский кадылык Козловскаго каймаканства.
После присоединения Крыма к России (8) 19 апреля 1783 года, (8) 19 февраля 1784 года, именным указом Екатерины II сенату, на территории бывшего Крымского Ханства была образована Таврическая область и деревня была приписана к Евпаторийскому уезду. После Павловских реформ, с 1796 по 1802 год, входила в Акмечетский уезд Новороссийской губернии. По новому административному делению, после создания 8 (20) октября 1802 года Таврической губернии, Кабач был включён в состав Кудайгульской волости Евпаторийского уезда.
По Ведомости о волостях и селениях, в Евпаторийском уезде с показанием числа дворов и душ… от 19 апреля 1806 года в деревне Кабач числилось 9 дворов и 62 крымских татарина. На военно-топографической карте генерал-майора Мухина 1817 года в деревне обозначено 7 дворов. После реформы волостного деления 1829 года Кабач, согласно «Ведомости о казённых волостях Таврической губернии 1829 года» остался в составе Кудайгульской волости. На карте 1836 года в деревне 3 двора, а на карте 1842 года Кабач обозначен условным знаком «малая деревня», то есть, менее 5 дворов. Затем, видимо, вследствие эмиграции крымских татар в Турцию, деревня опустела и в документах, кроме работы профессора А. Н. Козловского 1867 года «Сведения о количестве и качестве воды в селениях, деревнях и колониях Таврической губернии, собраны для приведения в известность местностей, крайне нуждающихся в мелкой пресной воде, и составления за тем систематического плана обводнения оных», согласно которой вода в колодцах деревни Кобач Чотайской волости была «хорошая, пресная», а глубина колодцев достигала 20—25 саженей (42—53 м), до конца века не встречается.
Время заселения крымских немцев лютеран в заброшенное селение точно не установлено, по «…Памятной книжке Таврической губернии на 1900 год» в деревне Кабач Донузлавской волости уже числилось 18 жителей в 5 дворах. Согласно энциклопедическому словарю «Немцы России», в 1905 году в десятинной (земля арендовалась за 1/10 часть урожая) деревне Кабан (также Кабач, она же Гелелович Э. Б.) проживало 43 человека. По Статистическому справочнику Таврической губернии. Ч.II-я. Статистический очерк, выпуск пятый Евпаторийский уезд, 1915 год, в имении Кабач (Геледович Эстер Бабакаевны) Донузлавской волости Евпаторийского уезда числилось 3 двора с караимскими жителями в количестве 20 человек приписного населения и 56 — «постороннего».
После установления в Крыму Советской власти, по постановлению Крымревкома от 8 января 1921 года № 206 «Об изменении административных границ» была упразднена волостная система и село вошло в состав Евпаторийского района Евпаторийского уезда, а в 1922 году уезды получили название округов. 11 октября 1923 года, согласно постановлению ВЦИК, в административное деление Крымской АССР были внесены изменения, в результате которых округа были отменены и произошло укрупнение районов — территорию округа включили в Евпаторийский район. Согласно Списку населённых пунктов Крымской АССР по Всесоюзной переписи 17 декабря 1926 года, в селе Кабач, Болек-Аджинского сельсовета Евпаторийского района, числилось 26 дворов, все крестьянские, население составляло 147 человек, все русские.
После освобождения Крыма от фашистов, 12 августа 1944 года было принято постановление № ГОКО-6372с «О переселении колхозников в районы Крыма» и в сентябре 1944 года в район приехали первые новосёлы (150 семей) из Киевской и Каменец-Подольской областей, а в начале 1950-х годов последовала вторая волна переселенцев из различных областей Украины. С 25 июня 1946 года Кабач в составе Крымской области РСФСР. Указом Президиума Верховного Совета РСФСР от 18 мая 1948 года, Кабач переименовали в Щегловку. 26 апреля 1954 года Крымская область была передана из состава РСФСР в состав УССР. Время включения в состав Воробьёвского сельсовета пока не установлено: на 15 июня 1960 года село уже числилось в его составе. 1 января 1965 года, указом Президиума ВС УССР «О внесении изменений в административное районирование УССР — по Крымской области», Евпаторийский район был упразднён и село включили в состав Сакского. Ликвидировано в период между 1968 годом, когда село ещё числилось в составе Воробьёвского сельского совета и 1977-м, когда Щегловка уже числилась в списке упразднённых.